# Вескована
Вескована (итал. Vescovana) — коммуна в Италии, располагается в провинции Падуя области Венеция.
Население составляет 1565 человек, плотность населения составляет 70 чел./км². Занимает площадь 22.26 км². Почтовый индекс — 35040. Телефонный код — 0425.
Покровителем населённого пункта считается святой Иоанн Креститель. Праздник ежегодно празднуется 29 августа.